# Hippomenella repugnans
Hippomenella repugnans är en mossdjursart som beskrevs av Canu och Bassler 1929. Hippomenella repugnans ingår i släktet Hippomenella och familjen Escharinidae. Inga underarter finns listade i Catalogue of Life.